# Honda VT 500
 (janvier 2013).
Si vous disposez d'ouvrages ou d'articles de référence ou si vous connaissez des sites web de qualité traitant du thème abordé ici, merci de compléter l'article en donnant les références utiles à sa vérifiabilité et en les liant à la section « Notes et références ».
La Honda VT500 est une moto fabriquée par Honda pendant les années 1980, destinée à remplacer la gamme Honda CX.

## Présentation
Il y en a eu trois versions : un custom (VT500 C "Shadow"), une routière (VT500 E "Eurosport"), et un roadster (VT500 FT "Ascot").
Le moteur développe 50 chevaux pour la routière, quelques chevaux de moins pour les autres. C'est un tout nouveau bicylindre en V à 52°, dont les bielles sont raccordées sur des manetons décalés de 76°, de façon à limiter les vibrations. Ce moteur souple permet de rouler en sixième vitesse à partir de 2500 tours par minute jusqu'au régime maximum (environ 8500 tours par minute).
La partie cycle de cette moto n'est pas un exemple de rigidité. La transmission secondaire par arbre et renvoi d'angle n'engendre pas de réaction parasite.
Le disque du frein avant de VT500 E n'est pas visible. Il s'agit d'un inboard ventilated disc, commun à plusieurs modèles Honda de l'époque (VF750 F, VF400 F, VT250) et qui n'a pas eu de suite.